# 이정후
이정후(李政厚, 1998년 8월 20일~)는 대한민국의 야구 선수로 현재 메이저 리그 베이스볼의 샌프란시스코 자이언츠에서 외야수로 활동하고 있다. 야구 선수인 이종범의 아들이며 이로 인해 이종범의 별명인 "바람의 아들"에서 유래한 "바람의 손자"라는 별명으로 잘 알려져 있다.
KBO 리그의 키움 히어로즈 소속으로 프로 선수 경력을 시작했으며 2017년 KBO 신인상, 2022년 KBO MVP상을 수상했다. 또한 2018년부터 2022년까지 5년 연속 골든글러브상을 수상했다. 이후 2024년 메이저 리그 베이스볼의 샌프란시스코 자이언츠로 이적했다. 국제 대회에서는  활동하고 있으며 2020년 하계 올림픽과 2023년 월드 베이스볼 클래식에 참가했고 2018년 아시안 게임에서 금메달을 획득했다.

## 어린 시절과 아마추어 선수 경력
아버지는 프로 야구 선수 이종범이며 고종 사촌 형은 KBO 리그 NC 다이노스의 내야수인 윤형준이다.
아버지가 현역 선수 시절 활동했던 일본 아이치현 나고야시에서 태어났고, 2001년 하반기에 아버지가 국내로 복귀하며 광주광역시에서 성장했다. 그는 “야구 선수인 아버지 덕분에 환경 자체가 너무나도 자연스럽게 장난감 대신 배트와 공을 갖고 놀면서 크면 당연히 야구 선수가 될 것 같았다.”고 말했다. 그런 이유로 더 일찍 야구를 시작하고 싶었지만 다른 길을 가길 바란 아버지의 반대로 좌타자로 바꾸면서까지 초등학교 3학년부터 야구를 시작했다. 아버지의 야구 센스와 타격 감각을 그대로 물려받았지만 유소년기 시절에는 이종범의 아들이라는 수식어에 가려 객관적인 평가를 받지 못했다. 이후 살레시오초등학교에서 야구부가 있는 광주서석초등학교로 전학을 갔고
2010년 제 7회 리틀 야구대회에서 팀을 우승으로 이끌며 MVP를 차지했다. 2013년 6월 당시 한화 이글스의 수석코치였던 김성한은 중학생이던 그를 보고 “저 아이가 물건이다. 초등학교 때 야구를 하는 걸 봤는데 바깥쪽으로 빠지는 볼을 밀어서 파울 커트를 하더라. 또 몸 쪽으로 들어오는 공은 잽싸게 잡아당기더라. 발도 빠르다. 도루도 잘하더라. 앞으로 아버지보다 더 잘할 것 같다. 지켜봐라”라고 칭찬했다. 이후 무등중학교 2학년 말 아버지의 현역 은퇴를 기점으로 가족들이 주거지를 서울로 이주함에 따라 휘문중학교로 전학을 갔고, 졸업 후 휘문고등학교에 진학해 1학년 때부터 주전 자리를 꿰차며 많은 경기에 출전했다. 타율 0.330을 기록했고, 중견수로 활동하며 봉황대기 결승에서 2안타와 타점을 기록해 우승에 크게 기여했다. 1학년 때는 선배 김주성에 가려 여러 포지션을 돌았지만 2학년 때는 더욱 성장해 톱타자로 타율 0.520을 기록하는 등 1차 지명 후보로 떠올랐다. 2학년 때부터는 본격적으로 아버지의 뒤를 이어 유격수로 활약했고 3학년 초에는 4번 타자를 맡으며 타격 폼도 바꾸고 유격수로 전향했지만 수비에서 실책을 자주 범하고 전반기에 손가락 부상으로 부진했지만 중반부터 살아나며 4할대 타율을 기록했고 봉황대기에선 톱 타자로 4할대 후반의 맹타를 기록하며 휘문고 우승에 큰 기여를 했다. 청소년 대표로 꾸준히 뽑혀 6할 타율과 최다 타점을 기록하는 등 한국 선수들 중 유일하게 청소년 대표 올스타 TOP 10에 들었으며 고교를 대표하는 최고의 야수 중 하나로 손꼽혔다. 서울에서 중학교와 고등학교를 졸업하여 서울권 선수로 분류됐다. 2017년 신인 드래프트를 앞두고 1차 지명을 받아 KBO 리그 역대 최초 1차 지명으로 프로에 입성한 부자(父子)가 됐다. 동년 7월 5일에 계약금 2억원에 입단 계약을 체결했다.

## 프로 선수 경력

### 넥센/키움 히어로즈

#### 2017년
지명 당시 감독이었던 염경엽은 '퓨쳐스 리그부터 시작한다'라고 못을 박았지만 새 감독으로 장정석이 부임한 뒤 일본 가고시마 마무리 캠프, 미국 애리조나 전지 훈련 때부터 참여했다. 다만 고교 시절부터 너무 마른 몸으로 인해 프로에 적응하려면 오래 걸릴 거라는 평가와 내야 수비에서 송구 트라우마로 인해 외야수로 전향해야 한다는 평가를 들었고, 타격을 살리기 위한 코치진의 방침으로 주 포지션이었던 유격수에서 외야수로 전향했다.
시즌 전 연습 경기와 시범 경기 전 경기에 출장해 타율 0.455(33타수 15안타, 4타점, 5득점, 1도루)를 기록하며 2타석이 부족한 장외 타격왕에 올랐다. 개막 전부터 신인왕 1순위로 꼽히며 연일 화제를 몰고 다닌 그는 설문 조사에서 각 팀 선수들이 뽑은 신인왕 1순위 및 기자들이 뽑은 신인왕 1순위에 뽑혔다. 2017년 개막전 엔트리에 들었고, 주로 중견수로 출전했다. 3월 31일 LG 트윈스와의 개막전에서 교체 출전해 데뷔 첫 경기를 치렀다. 4월 4일 롯데 자이언츠전 첫 타석에서 데뷔 첫 안타를 기록했다. 4월 8일 두산 베어스전에서 데뷔 첫 홈런과 2번째 홈런을 기록했다.  KBO 올스타전에서는 팬 투표 848,625표, 선수단 투표 117표를 얻어 총점 39.91점으로 나눔 올스타 외야수로 선발됐다.
8월 10일 삼성 라이온즈전에서 83경기 만에 시즌 세 자릿수 안타를 기록했고, 8월 10일 두산 베어스전에서 마이클 보우덴을 상대로 시즌 134번째 안타를 기록했다. 9월 5일 kt 위즈전에서 심재민을 상대로 시즌 158안타를 기록하며 23년 만에 KBO 리그 역대 신인 최다 안타 기록을 갱신했다. 그는 이날 경기에 관해 “첫 안타의 기억이 아직도 생생한데 이런 기록을 세우게 돼 개인적으로 기쁘고 영광이다. 팀이 승리하는 날에 나왔다면 더 좋았을텐데… 신인으로만 세울 수 있는 기록이라 의미가 큰 것 같다.”고 소감을 전했다. 9월 21일 kt 위즈전에서 23년 만에 역대 신인 최다 득점 기록을 갱신하며, 각종 신인 관련 기록을 갱신했다. 10월 3일 삼성 라이온즈와의 시즌 최종전에 출전하며 고졸 신인 최초 전 경기 출장을 달성했다. 시즌 3할대 타율, 179안타(2홈런), 47타점, 12도루, 111득점을 기록했고, 시즌 내내 기복없는 활약을 펼치며 타격 11위, 득점 3위, 최다 안타 공동 3위를 기록했다. 시즌 후 8,300만원이 인상된 1억 1,000만원에 계약했다. KBO 시상식 프로 야구 기자단 투표에서 유효 투표수 107표 가운데 1위표 98표로 총 503점의 압도적인 투표 결과로 신인왕을 차지했다.

#### 2018년
톱타자 및 우익수로 기용됐다. 손가락 부상으로 1군 미국 전지 훈련에서 제외됐고, 뒤늦게 대만으로 출국해 몸 상태를 끌어올렸다. 그리고 등번호를 '51번'으로 변경했다. 부상에서 100% 회복된 그는 3월 27일 LG 트윈스전부터 1번 타순으로 전진 배치됐다. 4월 1일 삼성 라이온즈전에서 도루 중 검지 손가락에 부상을 입어 이틀 뒤 kt 위즈전에서 데뷔 첫 결장을 했다. 올스타전에 출전하며 18세 10개월 7일로 KBO 리그 올스타전 최연소 베스트 출전 기록을 갱신했다. 2018년 아시안 게임 최종 엔트리에 들 것으로 예상됐으나 대표팀 외야수에 좌타자가 많다는 이유로 발탁되지 못했는데 나중에 추가 선발돼 금메달을 획득하며 병역 특례를 받았다. 시즌 타율 3위를 기록했다. 데뷔 첫 포스트시즌에 진출했으나 한화 이글스와의 준플레이오프 2차전에서 수비 도중 어깨 관절와순 부상을 당해 이후 스프링 캠프에 참가하지 못했다. 2019년에 2억 3,000만원의 연봉을 받게 되며 3년차 최고 연봉을 기록했다.

#### 2019년
초반에는 테이블 세터로 나서다가 후반기에 주로 3번 및 좌익수로 출전했다. 지난 11월 왼쪽 어깨 수술을 받아 빠르게 회복해 시즌 개막전 출전을 준비해갔다. 시즌 초반 출발이 좋지 않았지만 타격감을 끌어올려 전반기 타율 팀 내 1위, 전체 7위를 기록했다. 8월 22일 KIA 타이거즈전에서 역대 최연소(만 21세 2일) 및 최소 경기(369경기) 통산 500안타를 달성했다. 시즌 140경기에 출전해 193안타(6홈런), 13도루, 3할대 타율을 기록했다. 플레이오프에서 5할대 타율, 한국시리즈에서 4할대 타율을 기록했다. 9월에는 25타수 14안타, 3타점, 타율 0.560을 기록했고, 시즌 타율 2위를 기록했다. 시즌 후 3억 9,000만원에 재계약하며 4년차 최고 연봉을 기록했다.

#### 2020년
처음으로 개막전에 선발 출장했다. 5·6월에 타율 0.379, 7홈런, 33타점, OPS 1.077를 기록했다. 6월 20일 SK 와이번스전에서 개인 최다 홈런 기록을 경신했다. 7월 14일 NC 다이노스전에서 이재학을 상대로 데뷔 4년 만에 시즌 두 자릿 수 홈런을 기록했다. 10월 16일 두산 베어스전에서 역대 48번째 2루타이자 KBO 리그 역대 최다 2루타를 기록했다. 시즌 140경기에 출전해 3할대 타율, 101타점, 181안타(15홈런), 출루율 0.391, 장타율 0.524, OPS 0.921를 기록했다. 연봉은 3억 9,000만원에서 1억 6,000만원(41%)이 인상된 5억 5,000만원에 계약했다.

#### 2021년
전반기 79경기에 출장해 타율 0.346, 102안타(3홈런), 53타점, OPS 0.947를 기록했다. 5월에 타율 0.451, 37안타, 출루율 0.525, 21득점, 장타율 0.695를 기록해 데뷔 첫 월간 MVP로 선정됐다. 6월 20일 NC 다이노스전에서 역대 최연소(만 22세 10개월) 및 최소 경기(597경기) 통산 800안타를 달성했다. 8월 14일 두산 베어스전 이후 옆구리 부상으로 팀을 이탈했다. 10월 15일 삼성 라이온즈전에서 역대 최연소(만 23세 1개월 25일) 5년 연속 150안타를 달성했다. 10월 25일 한화 이글스전에서 역대 29번째 사이클링 히트를 달성했다. 시즌 후 데뷔 첫 타격왕을 수상했다. 시즌 후 연봉은 5억 5,000만원에서 2억원(36.4%)이 인상된 7억 5,000만원에 계약했다.

#### 2022년
4월 17일 두산 베어스전에서 역대 최연소 및 최소 경기 통산 900안타를 기록했다. 4월 19일 SSG 랜더스전에서 역대 3000타석 이상 소화한 타자들 중 통산 타율 1위(0.339)에 등극했다. 6월 12일 KIA 타이거즈전에서 연타석 홈런을 기록했다. 이 날 데뷔 첫 만루 홈런이자 KBO 리그 정규 시즌 1,000번째 만루 홈런을 쳐 내며 단일 경기 개인 최다 타점인 7타점을 기록했다. 6월에 타율 0.392, 38안타, 출루율 0.496, 장타율 0.691, OPS 1.186으로 월간 MVP로 선정됐다. 7월 2일 한화 이글스전에서 KBO 리그 역대 60번째 6년 연속 세 자릿수 안타를 기록했다. 올스타전에 나눔 올스타 외야수 부문 베스트 12로 선정됐고, 통산 5번째로 선발 출전했다. 
7월 28일 kt 위즈전에서 역대 최연소 및 최소 경기 통산 네 자릿수 안타를 기록했다. 9월 6일 삼성 라이온즈전에서 데뷔 첫 20홈런, KBO 리그 역대 최초 6년 연속 150안타를 기록했다. 시즌 후 KBO 리그 역대 두 번째 타격 5관왕을 달성했다. 기자단 투표에서 유효 107표 중 104표의 지지를 얻어 6시즌 만에 데뷔 첫 KBO MVP를 수상했다.

#### 2023년
4월, 5월에 극심한 타격 부진을 겪은 그는 6월 들어 완전히 살아난 모습을 보여주며 6월 한달 간 타율 0.374, 34안타, 2홈런, 14타점을 기록하며 시즌 초 2할 대 머물러 있던 타율을 0.308까지 끌어올렸다. 7월11일 kt 위즈전에서 세 자릿수 안타를 기록했고, 24세 10개월 21일의 나이로 7시즌 연속 세 자릿수 안타 고지를 밟았다. 올스타전에 나눔 올스타 외야수 부문 베스트 12로 선정됐고, 통산 6번째로 선발 출전했다. 239만 2236표 중 절반이 넘는 124만 2579표(51.9%)를 휩쓸며 팬 투표 1위를 기록한 그는 선수단 득표율 77.7% 이라는 압도적인 지지를 받아 올스타전 최다 득표의 주인공이 됐다. 7월 22일 롯데 자이언츠전에서 수비 중 왼쪽 발목 통증을 호소한 그는 병원 검진 결과 발목 신전지대 수술이 필요해 재활에만 3개월이 소요된다는 진단을 받았다.

### 샌프란시스코 자이언츠

#### 2024년
2024년 계약금 500만 달러, 총액 6년 1억 1300만 달러의 계약을 체결하며 샌프란시스코 자이언츠에 입단했다.

## 국가대표팀 경력
- 중·고등학교 시절부터 꾸준히 청소년 대표로 발탁돼 활약했다.[74] 2016년 제11회 18세 이하 아시아 청소년 선수권 대회에서 중견수, 1루수로 출전했다.[75]
- 2017년 10월 10일 APBC 야구 대표팀 최종 엔트리에 합류했다.[76][77] 아버지 이종범은 국가대표팀의 외야·주루 코치로 선임되며 첫 국가대표 부자가 됐다.[78] 이 대회에서 3경기에 출전해 한국의 결승행을 이끌었다. 일본과의 예선 1차전에서 2타점 2루타를 쳐 냈고, 11월 17일 대만과의 예선 2차전에서 선발 천관위를 상대로 결승 1타점 3루타를 쳐 내며 한국의 결승행을 이끌었다.[79][80][81]
- 2018년 8월 13일 아시안게임 야구 대표팀 최종 엔트리에 발탁됐다. 당초 엔트리에 탈락했으나 극적으로 합류했다.[82] 이 대회에서 총 6경기에 출전해 금메달을 획득했다. 결승전 포함 전 경기에 출장해 타율 0.417(24타수 10안타, 2홈런, 6타점, 6득점)을 기록했고, 병역 특례를 받았다.[83]
- 2019년 10월 2일 WBSC 프리미어 12 야구 대표팀 최종 엔트리에 발탁됐다.[84] 이 대회에서 8경기에 출전해 타율 0.385(26타수 10안타, 4타점, 5득점)을 기록했다. 한국은 준우승에 그쳤지만 그는 대회 베스트 11에 선정됐다.[85]
- 2020년 6월 16일 도쿄 올림픽 야구 대표팀 최종 엔트리에 합류했다.[86] 이 대회에서 7경기에 출전해 타율 0.242(29타수 7안타, 1홈런, 3타점, 3득점)을 기록했다.
- 2023년 1월 4일 WBC 야구 대표팀 최종 엔트리에 합류했다.[87] 이 대회에서 4경기에 출전해 타율 0.429(14타수 6안타, 5타점, 5득점)을 기록했다.

## 별명
- 아버지 이종범이 '바람의 아들'이라고 불려 '바람의 손자'라고 불린다.[88][89]

## 트리비아
- 아버지 이종범이 주니치 드래건스에서 활동할 때 연고지인 일본 아이치현 나고야시에 태어나 4살 무렵까지 일본에서 거주했다.[90] 다만 말을 배울 무렵에 대한민국으로 와서 일본어를 전혀 하지 못한다.[91]
- 원래 오른손잡이였지만, 아버지인 이종범이 왼손으로 야구하라고 했다고 한다. 왼손은 야구할 때와 양치할 때만 쓴다고 한다. 따라서 우투우타인 이종범과 달리 이정후는 우투좌타다.
- 매제는 마이애미 말린스 산하 AA팀 펜사콜라 블루 와후스 투수 고우석이다.

## 출신 학교
- 살레시오초등학교(전학) → 광주서석초등학교
- 무등중학교(전학) → 휘문중학교
- 휘문고등학교

## 등번호
KBO
- '41'(2017년)
- '51'(2018년~2023년)

MLB
- '51'(2024년~)

국가대표
- '17'(2018년)
- '51'(2019년~)

## 응원가·등장곡
등장곡
- 레드벨벳 - 〈Rookie〉, 〈빨간 맛〉
- 메간 트레이너 - 〈Me too〉
- 빌리지 피플 - 〈Macho Man〉
- YG FAMILY - 〈멋쟁이 신사〉
- BLACKPINK - 〈Shut Down〉
- 슈프림팀 - 〈땡땡땡〉

응원가
- 크라잉넛 - 〈취생몽사〉

안타! 안타! 날려버려라! 힘차게 날려라 이정후! 안타 안타 안타 안타 날려버려라! 키움 히어로즈 이정후!

## 수상

### 아마추어
- 2010년 제 7회 KIA 타이거즈기 호남 지역 초등학교 야구 대회 MVP[92][93]
- 2015년 고교 주말 리그 서울권 A 도루상, 타격상

### KBO
- KBO 월간 MVP 3회 (2021년 5월, 2022년 6월, 2022년 9월)[94][95][96]

### 국가대표
- 2018년 자카르타-팔렘방 아시안게임 금메달
- 2019년 WBSC 프리미어 12 은메달

### 기타
2017년
- 휘슬러 코리아 일구상 신인상[97]
- 한국 프로야구 은퇴 선수 협회 최고의 신인상[98]
- 한국 프로야구 선수 협회 플레이어스 초이스 어워즈 시상식 신인상[99]
- 조아제약 프로야구 대상 신인상[100]
- 카스 포인트 어워즈 시상식 신인상[101]
- 프로야구 스포츠서울 올해의 상 올해의 신인상[102]

2018년
- TS 4월 MVP 시상식 우수 타자
- TS 8월 MVP 시상식 우수 타자

2019년
- TS 8월 MVP 시상식 우수 타자
- 나누리 병원 일구상 올해의 최고 타자상
- 조아제약 프로야구 대상 시상식 조아바이톤상
- ADT캡스플레이어 시상식 중견수 부문, 대상[103]

2020년
- 조아제약 프로야구대상 조아바이톤상

2021년
- SGC이테크건설 THE LIV 5월 월간 타자 MVP
- 쉘힐릭스플레이어 KBO 리그 시즌 MVP 타자 부문[104]
- 마구마구 플레이어스 초이스 어워즈 올해의 선수상[105]
- 한국프로야구 은퇴선수의 날 시상식 최고의 선수상
- 프로야구 스포츠서울 올해의 상 올해의 타자상
- 동아스포츠대상 프로야구 올해의 선수상[106]
- 조아제약 프로야구 대상 최고 타자상[107]
- 나누리 병원 일구상 최고 타자상

2022년
- SGC 이테크건설 THE LIV 4월 월간 타자 MVP
- SGC 이테크건설 THE LIV 6월 월간 타자 MVP[108]
- 조아제약 6월 셋째 주 주간 MVP
- 쉘힐릭스플레이어 KBO 리그 6월 최우수 타자 부문[109]
- 조아제약 6월 월간 MVP[110]
- KBO 업비트 6월 베스트 플레이어 타자 부문
- 쉘힐릭스플레이어 KBO 리그 8월 최우수 타자 부문[111]
- 쉘힐릭스플레이어 KBO 리그 9월 최우수 타자 부문
- SGC 이테크건설 THE LIV 9월 월간 타자 MVP[112]
- 조아제약 9월 월간 MVP[113]
- 뉴트리디데이 일구상 최고 타자상
- 제 14회 서울석세스대상 시상식 문화 부문 스포츠대상
- '2022 블루베리NFT 한국프로야구 은퇴선수의 날' 시상식 최고의 선수상

2023년
- 2023 신한은행 SOL KBO 올스타전 최다 득표
- 조아제약 6월 첫째 주 주간 MVP[114]
- 쉘힐릭스플레이어 KBO 리그 6월 최우수 타자 부문[115]
- 조아제약 6월 월간 MVP[116]

## 개인 기록
- 고졸 신인 첫 시즌 세 자릿수 안타
  - 2017년 7월 9일, 대 삼성 라이온즈, 백정현. 역대 7번째, KBO 사상 최연소 기록[117]

- 고졸 신인 최다 안타·신인 최다 안타
  - 2017년 8월 10일, 대 두산 베어스, 1994년 김재현이 세운 고졸 신인 최다 안타 134개와 타이. 135개 최다 안타 동시 달성[118]
  - 2017년 9월 3일, 대 KIA 타이거즈, 1994년 서용빈의 신인 최다 안타 157개와 타이 달성[119]
  - 2017년 9월 5일, 대 kt 위즈, 신인 최다 안타 158개 달성. KBO 사상 23년 만의 신기록[120]

- 신인 최다 득점
  - 2017년 9월 21일, 대 kt 위즈, 1994년 류지현의 109득점을 넘어 110득점으로 신인 최다 득점 신기록 달성[121]

- 고졸 신인 최초 전 경기 출장
  - 2017년 10월 3일, 대 삼성 라이온즈[122]

- 고졸 신인 최초 3할 타율 달성
  - 2017년[123]

- 역대 최연소-최소 경기 500안타 달성
  - 2019년 8월 22일, 대 KIA 타이거즈, 역대 최연소(21세 2일) 및 최소 경기(369경기 만)[124]

- 한 시즌 최다 2루타 달성
  - 2020년 10월 16일, 대 두산 베어스, 한 시즌 최다 2루타(48번째) 달성, 이후 최다 2루타(49번째) 달성[125]

- 역대 최연소-최소 경기 800안타 달성
  - 2021년 6월 20일, 대 NC 다이노스, 역대 최연소(22세 10개월) 및 최소 경기(597경기 만)로 통산 800안타 달성[126]

- 5년 연속 세 자릿수 안타 달성[127]
  - 2021년 7월 7일, 대 SSG 랜더스, 역대 78번째로 5년 연속 세 자릿수 안타 달성(22세 10개월 17일로 최연소 2위)[주 7]

- 역대 최연소 5년 연속 150안타
  - 2021년 10월 15일, 대 삼성 라이온즈, 역대 5번째, KBO 사상 최연소 기록(23세 1개월 25일)[128]

- 사이클링 히트
  - 2021년 10월 25일, 대 한화 이글스. KBO 역대 29번째[129]

- 역대 최연소-최소 경기 900안타 달성
  - 2022년 4월 17일, 대 두산 베어스, 역대 최연소(23세 7개월)-최소 경기(670경기 만) 통산 900안타 달성[130]

- 역대 통산 타율 순위 1위
  - 2022년 4월 19일, 대 SSG 랜더스, 3000타석 이상의 타자를 기준으로 KBO 리그 통산 타율 순위 1위(0.339) 등극[131]

- 역대 최연소-최소 경기 200번째 2루타 달성
  - 2022년 6월 24일, 대 롯데 자이언츠, 역대 최연소(23세 10개월)-최소 경기(725경기 만) 통산 200번째 2루타 달성[132]

- 역대 최연소 6년 연속 세 자릿수 안타 달성
  - 2022년 7월 2일, 대 한화 이글스, 역대 60번째, KBO 사상 최연소 기록(23세 10개월 12일)[133]

- 역대 최연소-최소 경기 네 자릿수 안타 달성
  - 2022년 7월 28일, 대 kt 위즈, 역대 최연소(23세 11개월 8일)-최소 경기(747경기 만) 통산 네 자릿수 안타 달성[134]

- 6년 연속 200루타 달성
  - 2022년 8월 2일, 대 SSG 랜더스, 역대 21번째로 6년 연속 200루타 달성[135]

- 통산 500득점 달성[136]
  - 2022년 8월 13일, 대 한화 이글스, 역대 111번째로 통산 500득점 달성(23세 11개월 24일로 최연소 2위)[주 8]

- 역대 최연소 6년 연속 150안타
  - 2022년 8월 30일, 대 롯데 자이언츠, 역대 4번째, KBO 사상 최연소 기록(24세 10일)[137]

- 역대 최연소 6년 연속 160안타
  - 2022년 9월 6일, 대 삼성 라이온즈, KBO 사상 역대 최초 기록(24세 17일)[138]

- KBO 역대 네 번째 2년 연속 타격왕
  - 2021년·2022년[139]

- KBO 역대 두 번째 타격 5관왕
  - 2022년[140]

- 역대 포스트시즌 최다 17경기 연속 안타 신기록[주 9]
  - 2022년[141]

- 역대 포스트시즌 최다 28경기 연속 출루 신기록
  - 2022년

- 역대 최연소 7년 연속 세 자릿수 안타 달성
  - 2023년 7월 11일, 대 kt wiz, 역대 40번째, KBO 사상 최연소 기록(24세 10개월 21일)[142][주 10]

- MLB 역대 한국인 타자 5번째로 데뷔전 안타, MLB 역대 한국인 타자 2번째로 데뷔전 타점 기록
  - 2024년 3월 28일, 대 샌디에이고 파드리스

- MLB 역대 한국인 타자 최초 데뷔 3경기 연속 안타, MLB 역대 한국인 타자 최초 데뷔 3경기 연속 타점
  - 2024년 3월 30일, 대 샌디에이고 파드리스

- MLB 역대 한국인 타자 최소 경기 20안타
  - 2024년 4월 17일, 대 마이애미 말린스

- MLB 역대 3번째 한국인 타자 데뷔 시즌 10경기 연속 안타 타이
  - 2024년 4월 18일, 대 애리조나 다이아몬드백스

- MLB 한국인 타자 데뷔 시즌 연속 최장 경기 안타 신기록
  - 2024년 4월 20일, 대 애리조나 다이아몬드백스

- MLB 125년 역사상 자이언츠 구단 선수 최초 뉴욕 양키스 상대 한경기 멀티 홈런
  - 2025년 4월 14일, 대 뉴욕 양키스[143]

- 1926년 프랭키 프리시가 세운 자이언츠 구단 역대 시즌 첫 17경기 만에 2루타 10개와 타이
  - 2025년 4월 16일, 대 필라델피아 필리스[144]

## 기타 활동

### 방송
| 방송날짜                   | 방송사           | 제목                                     | 역할   | 참고    |
| -------------------------- | ---------------- | ---------------------------------------- | ------ | ------- |
| 2019년 12월 24일           | MBC 스포츠플러스 | 2019 컴투스프로야구포인트 B하인드 시즌 2 | 게스트 |         |
| 2020년 12월 30일           | MBC 스포츠플러스 | 2020 컴투스프로야구포인트 B하인드 시즌 3 | 게스트 |         |
| 2021년 12월 8일            | tvN              | 유 퀴즈 온 더 블럭                       | 게스트 | 134회   |
| 2020년 12월 11일           | JTBC             | 아는 형님                                | 게스트 | 134회   |
| 2021년 1월 19일 ~ 2월 23일 | KBS2             | 우리끼리 작전타임                        | 출연자 | [ 146 ] |

### 광고
- 화이텐 with 이종범 (2018년~)
- 유사나헬스사이언스코리아 with 이종범 (2019년~)
- 아디다스코리아 (2019년~)
- 컴투스 
  - 컴투스 프로야구 2020 with 이종범(2020년)
  - 컴투스 프로야구 2021 with 강백호, 정우영, 소형준 (2021년)
  - 컴투스 프로야구 2022 with 원태인 (2022년)
  - 컴투스 프로야구 2023 (2023년)
  - MLB 라이벌 (2024년~)
- 파나소닉코리아
  - 파나소닉 람대쉬 면도기 (2024년~)
  - 파나소닉 나노케어 드라이어 (2024년~)
- 맥라렌 볼드 맥라렌 (2024년)

### 홍보대사·후원
- 유사나헬스사이언스코리아 홍보대사 (2019년 1월 ~ 현재)
- 아디다스 한국 앰버서더 (2019년 1월 ~ 현재)[147][148]
- 대한적십자사 홍보대사 (2019년 7월)
- 푸르메재단 홍보대사 (2020년 12월 ~ 현재)[149]
- 레드불 한국 앰버서더 (2021년 2월 ~ 현재)[150]
- 맥라렌 한국 앰버서더 (2024년 2월)
- 포르쉐 아우토슈타트 한국 앰버서더 (2025년 2월 ~ 현재)

### 저서
- 긍정의 야구 -실패는 철저히 버린다｜오효주와 이정후의 깊은 면담 (2023년 12월 22일, 브레인스토어)

## 통산 기록

### KBO 리그
| 연도 | 팀명  | 타율  | 경기 | 타수 | 득점 | 안타 | 2루타 | 3루타 | 홈런 | 루타 | 타점 | 도루 | 도실 | 볼넷 | 사구 | 삼진 | 병살 | 실책 |
| ---- | ----- | ----- | ---- | ---- | ---- | ---- | ----- | ----- | ---- | ---- | ---- | ---- | ---- | ---- | ---- | ---- | ---- | ---- |
| 2017 | 넥센  | 0.324 | 144  | 552  | 111  | 179  | 29    | 8     | 2    | 230  | 47   | 12   | 4    | 60   | 6    | 67   | 9    | 3    |
| 2018 | 넥센  | 0.355 | 109  | 459  | 81   | 163  | 34    | 2     | 6    | 219  | 57   | 11   | 4    | 42   | 8    | 58   | 5    | 5    |
| 2019 | 키움  | 0.336 | 140  | 574  | 91   | 193  | 31    | 10    | 6    | 262  | 68   | 13   | 7    | 45   | 4    | 40   | 15   | 2    |
| 2020 | 키움  | 0.333 | 140  | 544  | 85   | 181  | 49    | 5     | 15   | 285  | 101  | 12   | 2    | 59   | 4    | 47   | 16   | 3    |
| 2021 | 키움  | 0.360 | 123  | 464  | 78   | 167  | 42    | 6     | 7    | 242  | 84   | 10   | 3    | 62   | 9    | 37   | 8    | 3    |
| 2022 | 키움  | 0.349 | 142  | 553  | 85   | 193  | 36    | 10    | 23   | 318  | 113  | 5    | 0    | 66   | 5    | 32   | 10   | 2    |
| 2023 | 키움  | 0.318 | 86   | 330  | 50   | 105  | 23    | 2     | 6    | 150  | 45   | 6    | 3    | 49   | 3    | 23   | 1    | 1    |
| 통산 | 7시즌 | 0.340 | 884  | 3476 | 581  | 1181 | 244   | 43    | 65   | 1706 | 515  | 69   | 23   | 383  | 39   | 304  | 64   | 19   |

- 빨간 글씨는 한국 프로야구 역사상 최고 기록
- 굵은 글씨는 해당 시즌 최고 기록

### 메이저 리그 베이스볼
| 연도 | 팀명  | 타율  | 경기 | 타수 | 득점 | 안타 | 2루타 | 3루타 | 홈런 | 루타 | 타점 | 도루 | 도실 | 볼넷 | 사구 | 삼진 | 병살 | 실책 |
| ---- | ----- | ----- | ---- | ---- | ---- | ---- | ----- | ----- | ---- | ---- | ---- | ---- | ---- | ---- | ---- | ---- | ---- | ---- |
| 2024 | SF    | 0.262 | 37   | 158  | 15   | 38   | 4     | 0     | 3    | 48   | 8    | 2    | 3    | 10   | 0    | 13   | 0    | 0    |
| 통산 | 1시즌 | 0.262 | 37   | 158  | 15   | 38   | 4     | 0     | 3    | 48   | 8    | 2    | 3    | 10   | 0    | 13   | 0    | 0    |

## 국제 대회 성적
| 연도 | 대회명                     | 타율  | 경기 | 타수 | 득점 | 안타 | 2루타 | 3루타 | 홈런 | 타점 | 도루 | 사구 | 삼진 |
| ---- | -------------------------- | ----- | ---- | ---- | ---- | ---- | ----- | ----- | ---- | ---- | ---- | ---- | ---- |
| 2017 | APBC                       | 0.154 | 3    | 13   | 0    | 2    | 1     | 1     | 0    | 3    | 0    | 1    | 1    |
| 2018 | 자카르타-팔렘방 아시안게임 | 0.417 | 6    | 24   | 6    | 10   | 3     | 0     | 2    | 7    | 0    | 3    | 2    |
| 2019 | WBSC 프리미어 12           | 0.385 | 8    | 26   | 5    | 10   | 5     | 0     | 0    | 4    | 0    | 5    | 1    |
| 2021 | 도쿄 올림픽                | 0.242 | 7    | 29   | 2    | 7    | 0     | 0     | 1    | 3    | 0    | 2    | 4    |
| 2023 | WBC                        | 0.429 | 4    | 14   | 4    | 6    | 2     | 0     | 0    | 5    | 0    | 0    | 1    |

### 내용주
1. ↑  10개 구단 1차 지명 대상자 가운데 유일한 야수 호명이다.[15][16]
2. ↑  [24] 조성환은 고졸 새내기에 좌타자인 그가 유희관이 던진 커브를 받아쳐 가장 넓은 잠실에서 홈런으로 연결하는 걸 보고 깜짝 놀랐고, 아버지 이종범은 다른 건 몰라도 멘탈은 좋은 것 같다고 언급했다.[25]
3. ↑  만 18세 10개월 7일 만에 올스타 베스트 선수가 된 그는 역대 최연소로 올스타전에 출전했고, 첫 타석에서 더스틴 니퍼트를 상대로 올스타전 최연소 안타를 기록했다.[27]
4. ↑  이는 10년 만의 프로 입단 첫 해 순수 신인왕 수상이었다.[38]
5. ↑  아버지에 이어 사상 첫 부자(父子) 타격왕을 달성했다.
6. ↑  역대 선수단 투표에서 단일 후보가 기록한 최고 득표율.
7. ↑  최연소 1위는 1999년 이승엽(22세 10개월 14일) 기록.
8. ↑  최연소 1위는 이승엽(23세 10개월 11일) 기록.
9. ↑  종전 기록은 1990~1993년 류중일, 1991~1994년 이정훈, 2001년~2004년 안경현의 14경기 연속 안타 기록.
10. ↑  종전 기록은 이승엽(24세 11개월 24일) 기록.

### 참조주
1. ↑  https://www.hankyung.com/article/20231215880Y%5B깨진+링크(과거+내용+찾기)%5D
2. ↑  임미나 (2024년 4월 2일). “"'바람의 손자' 보러 왔어요"…LA서 이정후 韓 팬들 뜨거운 응원”. 《네이버 뉴스》. 연합뉴스. 2024년 4월 4일에 확인함.
3. ↑  고경봉 (2001년 6월 20일). “이종범 돌아왔다 .. 日 진출 3년6개월만에 하반기 국내무대 복귀”. 한국경제. 2021년 12월 21일에 확인함.
4. ↑  “이정후 "연봉 5억 넘고 외제차 플렉스…父 이종범이 강심장 물려줘"(종합)”. 뉴스1. 2021년 12월 8일. 2021년 12월 21일에 확인함.
5. ↑  김예은 (2021년 12월 12일). “이종범, 子 이정후 야구 반대한 이유 "왜 굳이 함든 걸" (아형)[전일야화]”. 엑스포츠뉴스. 2021년 12월 21일에 확인함.
6. ↑  민창기 (2017년 4월 14일). “아버지 이종범 '부담 떨친 정후가 멘탈이 좋다"”. 스포츠조선. 2017년 11월 29일에 확인함.
7. ↑  배지헌 (2017년 4월 11일). “넥센 이정후 "초등학교 땐 한 시즌 20홈런도 쳐봤죠"”. 엠스플뉴스. 2017년 11월 29일에 확인함.
8. ↑  임종률 (2017년 7월 18일). “이정후 "아버지보다 첫 해 성적 좋다? 디테일을 보세요"”. CBS노컷뉴스. 2017년 11월 29일에 확인함.
9. ↑  이재상 (2017년 4월 15일). “[인터뷰] 이정후 "아버지는 '바람의 아들'도 아닌 내게 가장 좋은 사람"”. 뉴스1. 2017년 11월 29일에 확인함.
10. ↑  김진성 (2017년 6월 22일). “김성한 수석 “이종범 코치 아들, 아버지 뛰어넘을 것””. 마이데일리. 2017년 11월 29일에 확인함.
11. 1 2  양형석 (2017년 6월 17일). “슬럼프도 짧게 끝낸 '바람이 손자' 이정후”. 오마이뉴스. 2017년 11월 29일에 확인함.
12. ↑  “피는 못속여. 이종범-이정후 KBO리그 최초 부자 1차지명”. 2017년 3월 30일에 확인함.
13. ↑  고유라 (2016년 6월 27일). “'넥센 지명' 이정후, "아버지보다 뛰어난 선수 되겠다"”. OSEN. 2017년 11월 29일에 확인함.
14. ↑  곽경민 (2016년 7월 5일). “이정후 넥센과 2억원 계약 “父 이종범 이름에 먹칠 하지 않겠다””. 한경닷컴. 2017년 11월 29일에 확인함.
15. ↑  강홍구 (2017년 3월 30일). “‘이종범 아들’ 아닌 이정후 이름으로”. 동아일보. 2017년 11월 29일에 확인함.
16. ↑  장아라 (2016년 8월 23일). “[드래프트 영상] 넥센 1차 지명 '바람의 손자' 이정후에게 쏟아진 플래시 세례”. 스포티비뉴스. 2017년 11월 29일에 확인함.
17. ↑  윤욱재 (2017년 3월 31일). “넥센 장정석 감독 "이정후, 진짜 프로처럼 보인다"”. 마이데일리. 2017년 11월 29일에 확인함.
18. ↑  신창용 (2017년 3월 26일). “'바람의 손자' 이정후, 장외 타격왕에 올라...”. 연합뉴스. 2017년 3월 30일에 확인함.
19. ↑  “이정후를 향한 감독·아버지·야구인의 시선”. 2017년 3월 30일에 확인함.
20. ↑  “다승왕은 '니느님', 신인왕은 '바람의 손자'”. 2017년 3월 30일에 확인함.
21. ↑  “[개막특집 설문] ‘바람의 손자’ 이정후가 터진다, 대박 FA 중 이대호가 최고”. 2017년 3월 31일에 확인함.
22. ↑  “[개막특집] 담당기자 전망, "두산 우승-넥센 5강-MVP 최형우"”. 2017년 3월 31일에 확인함.
23. ↑  안준철 (2017년 4월 4일). “[프로야구] 이정후, 데뷔 첫 안타 후 아쉽게 오버런”. 매경닷컴 MK스포츠. 2017년 11월 29일에 확인함.
24. ↑  이대호 (2017년 4월 9일). “'바람의 손자' 이정후 첫 홈런, 아버지보다 10경기 빨랐다(종합)”. 연합뉴스. 2017년 11월 29일에 확인함.
25. ↑  민창기 (2017년 4월 14일). “아버지 이종범 '부담 떨친 정후가 멘탈이 좋다"”. 스포츠조선. 2017년 11월 29일에 확인함.
26. ↑  박대웅 (2017년 7월 15일). “[KBO 올스타전]'생애 첫 올스타' 이정후 "아버지 보면서 꿈 키워"”. 스포츠한국. 2017년 11월 29일에 확인함.
27. ↑  서정환 (2017년 7월 15일). “[올스타] 이정후, ‘올스타 최연소 안타’로 빛나다”. OSEN. 2017년 11월 29일에 확인함.
28. ↑  한이정 (2017년 7월 10일). “‘83G 100안타’ 거침없는 이정후…KBO에 돌풍 일으키다”. 매경닷컴 MK스포츠. 2017년 11월 29일에 확인함.
29. ↑  배영은 (2017년 8월 10일). “'134안타' 이정후, 역대 고졸신인 최다 안타 타이”. 일간스포츠. 2017년 11월 29일에 확인함.
30. ↑  이혜진 (2017년 9월 5일). “'특급 신인' 넥센 이정후가 만든 역대급 기록 행진”. 스포츠월드. 2017년 11월 29일에 확인함.
31. ↑  이정호 (2017년 9월 5일). “신인 최다 안타 새 역사 쓴 이정후 “첫 안타 기록이 생생한데””. 스포츠경향. 2017년 11월 29일에 확인함.
32. ↑  이용균 (2017년 9월 21일). “넥센 이정후 역대 신인 최다 득점 신기록”. 스포츠경향. 2017년 11월 29일에 확인함.
33. ↑  최익래 (2017년 9월 21일). “넥센 이정후, 시즌 109득점…신인 최다 타이”. OSEN. 2017년 11월 29일에 확인함.
34. ↑  김주희 (2017년 10월 3일). “'슈퍼루키' 이정후, 이번엔 고졸 신인 최초 전경기 출장”. 한국스포츠경제. 2017년 11월 29일에 확인함.
35. ↑  김희준 (2017년 11월 6일). “슈퍼루키 이정후, 적수 없었다···예견된 신인왕 영예”. 뉴시스. 2017년 11월 29일에 확인함.
36. ↑  “넥센 연봉계약 완료...'신인왕 이정후' 연봉 307% 인상”. 머니투데이. 2018년 12월 21일. 2021년 12월 21일에 확인함.
37. ↑  이재현 (2017년 11월 6일). “‘역대급 신인’ 넥센 이정후, 압도적 지지로 2017 신인상 수상”. 스포츠한국. 2017년 11월 29일에 확인함.
38. ↑  이혜진 (2017년 11월 7일). “'10년 만에 탄생한 순수 신인왕' 올 시즌 이정후는 진짜였다”. 스포츠월드. 2017년 11월 29일에 확인함.
39. ↑  “'손가락 부상 회복' 이정후, 시범경기 출전 ‘O.K.’”. OSEN. 2018년 3월 9일. 2021년 12월 21일에 확인함.
40. ↑  “‘원위치’ 이정후, 리드오프 복귀 “감 올라왔다””. MK스포츠. 2021년 3월 27일. 2021년 12월 21일에 확인함.
41. ↑  “‘데뷔 첫 결장’ 이정후에게 보내는 박수”. 스포츠동아. 2018년 4월 4일. 2021년 12월 21일에 확인함.
42. ↑  “외야진에 ‘좌타’ 많아서…AG 엔트리서 제외된 `신인왕` 이정후”. MK스포츠. 2018년 6월 11일. 2021년 12월 21일에 확인함.
43. ↑  “‘AG金’ 김하성-이정후, 해외진출 길 활짝 열렸다”. OSEN. 2018년 9월 2일. 2021년 12월 21일에 확인함.
44. ↑  “[오피셜] 이정후 3년차 최고연봉 2억3천... 키움 연봉계약 완료”. 스타뉴스. 2019년 1월 29일. 2021년 12월 21일에 확인함.
45. ↑  “[SD 고척 브리핑] 이정후, 최소경기·최연소 500안타 달성”. 스포츠동아. 2019년 8월 22일. 2021년 12월 21일에 확인함.
46. ↑  “김하성 5억5천-이정후 3억9천, 7년차-4년차 최고 연봉 찍었다”. 연합뉴스. 2020년 1월 6일. 2021년 12월 21일에 확인함.
47. ↑  “'키움 3번 타자' 이정후, 타점도 장타도 쑥쑥…벌써 홈런 2개”. 연합뉴스. 2020년 5월 13일. 2021년 12월 21일에 확인함.
48. ↑  “키움 이정후, 프로 데뷔 첫 두 자릿수 홈런…시즌 10호포 폭발”. 뉴시스. 2020년 7월 14일. 2021년 12월 21일에 확인함.
49. ↑  “키움 이정후, 시즌 48호 2루타 폭발…한 시즌 최다 기록 달성”. 뉴스1. 2020년 10월 16일. 2021년 12월 21일에 확인함.
50. ↑  “키움 연봉 계약 끝, 이정후 5년 차 최고 5억5천”. 엑스포츠뉴스. 2021년 1월 12일. 2021년 12월 21일에 확인함.
51. ↑  “이정후-이의리, 쉘힐릭스플레이어 선정 전반기 MVP·신인왕”. 마이데일리. 2021년 7월 2일. 2021년 12월 21일에 확인함.
52. ↑  “‘5월 타율·안타 1위’ 키움 이정후, 데뷔 첫 월간 MVP 영예”. 스포츠동아. 2021년 6월 8일. 2021년 12월 21일에 확인함.
53. ↑  “'최연소 & 최소 경기 800안타' 이정후, 이제는 '아버지'를 넘본다 [오!쎈 창원]”. OSEN. 2021년 6월 20일. 2021년 12월 21일에 확인함.
54. ↑  “‘바람의 손자’ 이정후 부상 공백 길어지나”. 중앙일보. 2021년 9월 1일. 2021년 12월 21일에 확인함.
55. ↑  “이정후, 역대 최연소 5년 연속 150안타…통산 5번째”. 뉴시스. 2021년 10월 15일. 2021년 12월 21일에 확인함.
56. ↑  “'히트 포 더 사이클' 성공 이정후, 아버지 뛰어 넘나”. 오마이뉴스. 2021년 10월 26일. 2021년 12월 21일에 확인함.
57. ↑  “두 번 실패는 없다, ‘부자 타격왕’ 이정후”. 중앙일보. 2021년 11월 1일. 2021년 12월 21일에 확인함.
58. ↑  배지헌 (2021년 1월 28일). “이정후, 류현진도 넘었다…7억 5천만원에 도장, 6년차 연봉 신기록 [SPOCHOO 이슈]”. 스포츠춘추. 2022년 10월 2일에 확인함.
59. ↑  하남직 (2022년 4월 17일). “아버지의 최소경기 900안타 경신…이정후 "1천안타 향한 과정"(종합)”. 연합뉴스. 2022년 9월 18일에 확인함.
60. ↑  심혜진 (2022년 4월 19일). “'천재타자' 눈부시다, 장효조 넘고 통산 타율 1위 등극 [★인천]”. 스타뉴스. 2022년 10월 2일에 확인함.
61. ↑  유준상 (2022년 6월 13일). “만루홈런 포함 7타점 활약... 이것이 '이정후 클래스'”. 오마이뉴스. 2022년 10월 2일에 확인함.
62. ↑  장은상 (2022년 7월 21일). “키움 이정후, 6월 KBO리그 MVP 수상…개인 2번째 영광”. 스포츠동아. 2022년 10월 2일에 확인함.
63. ↑  이상철 (2022년 7월 1일). “'이정후 6년 연속 100안타' 거침없는 키움 7연승 질주…한화 50패째”. 뉴스1. 2022년 10월 2일에 확인함.
64. ↑  박강현 (2022년 7월 28일). “이정후, 아버지도 이승엽도 넘었다…최연소·최소경기 1000안타”. 조선일보. 2023년 8월 29일에 확인함.
65. ↑  강주형 (2022년 7월 28일). “타격 천재' 이정후, 역대 최연소·최소 경기 1천 안타 신기록”. 한국일보. 2022년 10월 2일에 확인함.
66. ↑  강동웅 (2022년 8월 31일). “이정후, ‘KBO 최초’ 데뷔부터 6년 연속 150안타”. 동아일보. 2022년 10월 2일에 확인함.
67. ↑  김희준 (2022년 10월 12일). “이정후, 父子 타격 5관왕·안우진 224K…2022시즌 진기록”. 뉴시스. 2022년 10월 12일에 확인함.
68. ↑  권혁준 (2022년 10월 12일). “'와이어 투 와이어' 우승부터 이정후 '부자 5관왕'까지…2022 KBO 진기록”. 뉴스1. 2022년 10월 12일에 확인함.
69. ↑  이상철 (2022년 11월 17일). “2022 프로야구 최고의 별은 '5관왕' 이정후…부자(父子) MVP 대기록”. 뉴스1. 2022년 11월 27일에 확인함.
70. ↑  박윤서 (2023년 7월 13일). “매서운 방망이…타격천재 이정후, 제자리 찾아간다”. 뉴시스. 2023년 8월 29일에 확인함.
71. ↑  장형우 (2023년 7월 12일). “최연소 7년 연속 100안타…‘국민타자’ 넘어선 ‘바람의 손자’ 이정후의 힘겨웠던 2023 상반기”. 서울신문. 2023년 8월 29일에 확인함.
72. ↑  송경모 (2023년 6월 27일). “팬도 선수도 다잡은 이정후… 생애 첫 올스타 최다 득표”. 국민일보. 2023년 8월 29일에 확인함.
73. ↑  고유라 (2023년 7월 27일). “'발목 부상' 이정후 성공적으로 수술 마쳤다… "회복 후 다음주 재활조 합류"”. 스포티비뉴스. 2023년 8월 29일에 확인함.
74. ↑  이대호 (2017년 11월 17일). “이정후 "중3 대표팀서 끝내기 친 기분과는 비교도 안 돼요"”. 연합뉴스. 2017년 11월 29일에 확인함.
75. ↑  홍윤우 (2016년 9월 15일). “[홍희정의 알콩달콩 인터뷰] 김민수 이정후 박정우 박치국 亞청소년대표 뒤풀이 토크”. 네이버스포츠. 2017년 11월 29일에 확인함.
76. ↑  정명의 (2017년 10월 10일). “'이정후·박세웅' 선동열호 최종 승선…25인 엔트리 확정(종합)”. 뉴스1. 2017년 11월 29일에 확인함.
77. ↑  안준철 (2017년 11월 5일). “막내 이정후의 각오 “국가대표 자부심을 갖겠다””. MK스포츠. 2017년 11월 29일에 확인함.
78. ↑  김승욱 (2017년 8월 10일). “이정후 "아버지와 함께 태극마크, 어렸을 때부터 꿈"”. 연합뉴스. 2017년 11월 29일에 확인함.
79. ↑  신창용 (2017년 11월 18일). “일본 언론 "이종범 아들 이정후, 한국 결승행 이끌어"”. 연합뉴스. 2017년 11월 29일에 확인함.
80. ↑  이상필 (2017년 11월 18일). “'무서운 막내' 이정후, 국제대회서도 거침없는 활약”. 스포츠투데이. 2017년 12월 1일에 원본 문서에서 보존된 문서. 2017년 11월 29일에 확인함.
81. ↑  윤세호 (2017년 11월 17일). “"벌써 국가대표라고요?" 일본도 놀란 슈퍼루키 이정후”. 스포츠서울. 2017년 11월 29일에 확인함.
82. ↑  “이정후, 두 가지 큰 편견 넘어 아시안게임 대표팀 승선”. 스포티비뉴스. 2021년 8월 13일. 2021년 12월 21일에 확인함.
83. ↑  “‘황금막내’ 이정후, 기록 브레이커 가도에 들어섰다”. 스포츠동아. 2018년 9월 4일. 2021년 12월 21일에 확인함.
84. ↑  “'최종엔트리 확정' 김경문 감독 "정예 선수 뽑았다, 믿고 갈 것"(일문일답)”. 마이데일리. 2019년 10월 2일. 2021년 12월 21일에 확인함.
85. ↑  “[프리미어12] 이정후-김하성, 대회 베스트11 선정…MVP 스즈키”. 마이데일리. 2019년 11월 17일. 2021년 12월 21일에 확인함.
86. ↑  “젊어진 한국 야구, 도쿄올림픽서 '베이징 신화' 재현한다”. 연합뉴스. 2021년 6월 16일. 2021년 12월 21일에 확인함.
87. ↑  “'에드먼 합류·안우진 제외' WBC 엔트리 베일 벗었다”. 일간스포츠. 2023년 1월 4일. 2023년 8월 29일에 확인함.
88. ↑  “[봉황 스타] ‘바람의 손자’ 이정후”. 한국일보. 2014년 8월 28일. 2021년 12월 21일에 확인함.
89. ↑  김진희 (2017년 9월 8일). “[KBO] '바람의 손자 이정후 "이종범 뛰어넘기보다 저 자체로 인정받고파…새로운 별명 공모합니다!"”. 이투데이. 2017년 11월 29일에 확인함.
90. ↑  김재현 (2017년 7월 13일). “이정후, `바람의 손자`는 이렇게 태어났다 [포토스토리]”. MK스포츠. 2017년 11월 29일에 확인함.
91. ↑  “이정후에게 아버진 이종범은 ‘훈장’인 동시에 ‘낙인’이었다”. 스포츠경향. 2018년 8월 20일. 2021년 12월 21일에 확인함.
92. ↑  고유라 (2010년 6월 6일). “광주 서석초, 'KIA타이거즈기 야구대회' 우승”. CBS체육부. 2022년 9월 18일에 확인함.
93. ↑  연예부 (2022년 6월 6일). “이종범 아들 이정후, KIA타이거즈기 호남지역 초등야구 MVP”. 스포츠조선. 2022년 9월 18일에 확인함.
94. ↑  최익래 (2021년 6월 8일). “‘5월 타율·안타 1위’ 키움 이정후, 데뷔 첫 월간 MVP 영예”. 스포츠동아. 2022년 9월 18일에 확인함.
95. ↑  김동윤 (2022년 7월 11일). “'팬-기자단 마음 모두 잡았다' 키움 이정후, 6월 월간 MVP 선정”. 스타뉴스. 2022년 9월 18일에 확인함.
96. ↑  김경윤 (2022년 10월 11일). “타격 5관왕 사실상 확정한 이정후, 9월 월간 MVP 수상”. 연합뉴스. 2022년 10월 12일에 확인함.
97. ↑  민창기 (2017년 12월 13일). “연봉 307% 인상 이정후 "진짜 평가는 내년부터다"”. 스포츠조선. 2022년 9월 18일에 확인함.
98. ↑  양재, 채정연 (2017년 12월 7일). “'신인상' 넥센 이정후 "대선배님들이 주신 상이라 더 뜻깊다"”. 엑스포츠뉴스. 2022년 9월 18일에 확인함.
99. ↑  고유라 (2017년 12월 8일). “'선수들이 뽑은 신인왕' 이정후, "선배님들께 감사 드린다"”. 스포티비뉴스. 2022년 9월 18일에 확인함.
100. ↑  소공동, 고유라 (2017년 12월 6일). “'조아제약 신인상' 이정후, "내년엔 한 단계 더 발전하겠다"”. 스포티비뉴스. 2022년 9월 18일에 확인함.
101. ↑  심혜진 (2017년 12월 8일). “[카스포인트] '신인상' 이정후 "내년에 더 잘하겠다"”. 스타뉴스. 2022년 9월 18일에 확인함.
102. ↑  “역대급 신인왕 이정후, ‘시상식 완전정복’ 나선다”. OSEN. 2017년 12월 5일. 2021년 12월 21일에 확인함.
103. ↑  “키움 외야수 이정후, 2019 KBO 최고 수비수 선정”. 연합뉴스. 2019년 12월 6일. 2021년 12월 21일에 확인함.
104. ↑  “미란다-이정후, 쉘힐릭스플레이어 시즌 MVP 선정”. 마이데일리. 2021년 11월 2일. 2022년 1월 6일에 확인함.
105. ↑  “키움 이정후, 선수들이 뽑은 '올해의 선수'[SC 현장]”. 스포츠서울. 2021년 12월 1일. 2021년 12월 21일에 확인함.
106. ↑  “이정후, 동아스포츠대상 ‘프로야구 올해의 선수’ 수상”. 스포츠동아. 2021년 12월 6일. 2021년 12월 21일에 확인함.
107. ↑  “KT 강백호, 조아제약 프로야구 대상 영예…감독상 이강철 감독”. 마이데일리. 2021년 12월 8일. 2021년 12월 21일에 확인함.
108. ↑  김동영 (2022년 7월 5일). “투수 요키시-타자 이정후-수훈 안우진...키움, 8일 6월 MVP 시상식 개최”. 스포츠서울. 2022년 9월 18일에 확인함.
109. ↑  박승환 (2022년 7월 12일). “월간 MVP→WAR 1위, 이정후 6월 '쉘힐릭스플레이어' 선정…투수는 폰트”. 마이데일리. 2022년 9월 18일에 확인함.
110. ↑  배중현 (2022년 7월 18일). “seezn best 팬투표 65% 독식, 조아제약 6월 MVP 이정후”. 일간스포츠. 2022년 9월 18일에 확인함.
111. ↑  박재호 (2022년 9월 6일). “'한팀에서 동시수상' 안우진-이정후 8월 월간 쉘힐릭스플레이어 MVP 수상”. 스포츠조선. 2022년 9월 18일에 확인함.
112. ↑  신원철 (2022년 10월 9일). “MVP 안우진 이정후…키움 월간 MVP 시상”. 스포티비뉴스. 2022년 10월 13일에 확인함.
113. ↑  배중현 (2022년 10월 27일). “seezn best 팬투표 72.3% 독식, 조아제약 9월 MVP 이정후”. 일간스포츠. 2022년 10월 27일에 확인함.
114. ↑  안희수 (2023년 6월 12일). “[주간 MVP] 이정후 "지난봄, 가장 값진 경험"”. 일간스포츠. 2023년 8월 29일에 확인함.
115. ↑  박상경 (2023년 7월 4일). “에이스에게 걱정은 사치…키움 이정후-롯데 박세웅, 6월 쉘힐릭스플레이어 선정”. 스포츠조선. 2023년 8월 29일에 확인함.
116. ↑  안희수 (2023년 7월 7일). “[월간 MVP] 이정후 "강속구 대처 충분해...추신수 선배 조언에 감사"”. 일간스포츠. 2023년 8월 29일에 확인함.
117. ↑  이재상 (2017년 7월 11일). “'벌써 100안타' 이정후, KBO리그 루키 기록 다시 쓴다”. 뉴스1. 2022년 9월 18일에 확인함.
118. ↑  권혁준 (2017년 8월 10일). “'135안타' 넥센 이정후, 김재현 넘어 고졸 신인 최다 안타 신기록”. 뉴스1. 2022년 9월 18일에 확인함.
119. ↑  하남직 (2017년 9월 3일). “이정후, KBO리그 신인 최다 안타 타이…157개”. 연합뉴스. 2022년 9월 18일에 확인함.
120. ↑  권혁준 (2022년 9월 5일). “'158안타' 넥센 이정후, 신인 한 시즌 최다안타 신기록 달성”. 뉴스1. 2022년 9월 18일에 확인함.
121. ↑  최익래 (2017년 9월 21일). “'또 새역사' 넥센 이정후, 신인 최다 110득점 고지”. OSEN. 2022년 9월 18일에 확인함.
122. ↑  손찬익 (2017년 10월 3일). “'바람의 손자' 이정후, 고졸 신인 최초 전 경기 출장”. OSEN. 2022년 9월 18일에 확인함.
123. ↑  성환희 (2017년 10월 10일). “‘이종범-이정후 부자’ 선동열호 승선”. 한국일보. 2022년 9월 18일에 확인함.
124. ↑  김윤일 (2019년 8월 23일). “‘벌써 500’ 이정후, 꿈의 3000안타 가능할까”. 데일리안. 2022년 9월 18일에 확인함.
125. ↑  김민경 (2020년 10월 16일). “'48호 2루타' 키움 이정후, KBO리그 한 시즌 최다 신기록”. 스포티비뉴스. 2022년 9월 18일에 확인함.
126. ↑  강주형 (2021년 6월 21일). “이정후, 이종범ㆍ이승엽 기록 ‘최소 경기ㆍ최연소 800안타’ 경신”. 한국일보. 2022년 9월 18일에 확인함.
127. ↑  김상윤 (2021년 7월 8일). “키움 이정후, 5년 연속 100안타”. 조선일보. 2022년 9월 18일에 확인함.
128. ↑  손찬익 (2021년 10월 16일). “나성범 넘은 이정후, "전 경기 실패했지만 5년 연속 150안타 꼭 이루고 싶었다"”. OSEN. 2022년 9월 18일에 확인함.
129. ↑  길준영 (2022년 10월 28일). “키움, 29일 홈 최종전에서 이정후 사이클링 히트 시상식 개최”. OSEN. 2022년 9월 18일에 확인함.
130. ↑  김주희 (2022년 4월 17일). “'최연소·최소 경기 900안타' 이정후 "1000안타 향해 가는 과정"(종합)”. 뉴시스. 2022년 9월 18일에 확인함.
131. ↑  문대현 (2022년 4월 20일). “'천재' 이정후, 30년 부동의 장효조 기록 넘어 통산 타율 1위 등극”. 뉴스1. 2022년 9월 18일에 확인함.
132. ↑  이대호 (2022년 6월 24일). “이승엽 넘은 키움 이정후…최연소·최소 경기 200호 2루타”. 연합뉴스. 2022년 9월 18일에 확인함.
133. ↑  김희준 (2022년 7월 2일). “이정후, 이승엽 넘어 역대 최연소 6년 연속 100안타”. 뉴시스. 2022년 9월 18일에 확인함.
134. ↑  김동영 (2022년 8월 8일). “'최연소·최소경기 1000안타' 이정후, 12일 롯데전서 기념 시상식 진행”. 스포츠서울. 2022년 9월 18일에 확인함.
135. ↑  장은상 (2022년 8월 2일). “이정후, 6년 연속 200루타, KBO 역대 21번째”. 스포츠동아. 2022년 9월 18일에 확인함.
136. ↑  길준영 (2022년 8월 13일). “‘전구단 상대 홈런+500득점’ 이정후, 2홈런 2타점 활약…키움 혈 뚫었다! [오!쎈 대전]”. OSEN. 2022년 9월 18일에 확인함.
137. ↑  이규원 (2022년 8월 31일). “'자존심이 밥먹여 준다!' 이정후, 6년 연속 150안타+환상 보살 '반전'”. MHN스포츠. 2022년 9월 18일에 확인함.
138. ↑  장은상 (2022년 9월 7일). “홈런 아홉수 넘으며 160안타 선점, 이정후에게 남다른 최다안타 타이틀”. 스포츠동아. 2022년 9월 18일에 확인함.
139. ↑  이대호 (2022년 10월 12일). “'타격 5관왕' 이정후 "비로소 '이종범 아들' 수식어 뗐다"”. 연합뉴스. 2022년 10월 12일에 확인함.
140. ↑  김경윤 (2022년 10월 9일). “이정후, 프로야구 타격 5관왕 사실상 확정…이대호 이후 12년만”. 연합뉴스. 2022년 10월 11일에 확인함.
141. ↑  길준영 (2022년 10월 20일). “‘매경기 역사를 새로 쓴다’ 이정후, 1타점 2루타 폭발…PS 17G 연속 안타 [준PO4]”. OSEN. 2022년 10월 20일에 확인함.
142. ↑  장형우 (2023년 7월 12일). “최연소 7년 연속 100안타…‘국민타자’ 넘어선 ‘바람의 손자’ 이정후의 힘겨웠던 2023 상반기”. 서울신문. 2022년 8월 29일에 확인함.
143. ↑  이가영 (2025년 4월 14일). “이정후, 팀 새 역사 썼다…”양키스 상대 멀티홈런 친 첫 자이언츠 선수"”. 조선일보. 2025년 4월 20일에 확인함.
144. ↑  길준영 (2025년 4월 17일). “’17G 만에 2루타 10개’ 이정후, 99년 만에 구단 타이기록 세웠다…레전드 선수와 어깨 나란히”. OSEN. 2025년 4월 20일에 확인함.
145. ↑  “‘유퀴즈’ 윤후→이정후X악뮤 오늘 출격, ‘DNA’ 특집”. 2021년 12월 8일. 2021년 12월 21일에 확인함.
146. ↑  “박세리, 스포츠 스타 DNA 탐구…'우리끼리 작전타임'”. 뉴시스. 2021년 12월 21일. 2021년 12월 21일에 확인함.
147. ↑  스포츠연예부 (2019년 1월 28일). “아디다스, 이정후·이대은 스폰서십 계약 체결”. 연합뉴스. 2022년 9월 18일에 확인함.
148. ↑  강성규 (2020년 3월 9일). “"한계를 넘어 더 빠르게, 이정후처럼"… 아디다스, 러닝화 'SL20' 선봬”. 뉴스1. 2022년 10월 13일에 확인함.
149. ↑  윤욱재 (2020년 12월 29일). “이종범-이정후 부자, 푸르메재단 홍보대사 위촉 "뜻깊은 나눔활동 행복"”. 마이데일리. 2022년 9월 18일에 확인함.
150. ↑  김진엽 (2021년 2월 28일). “레드불, 키움 이정후와 스폰서십 계약 체결”. 스포츠월드. 2022년 9월 18일에 확인함.